# Ivan Dobnik
Ivan Dobnik (* 23. August 1960 in Celje, Jugoslawien) ist ein slowenischer Dichter und Übersetzer.

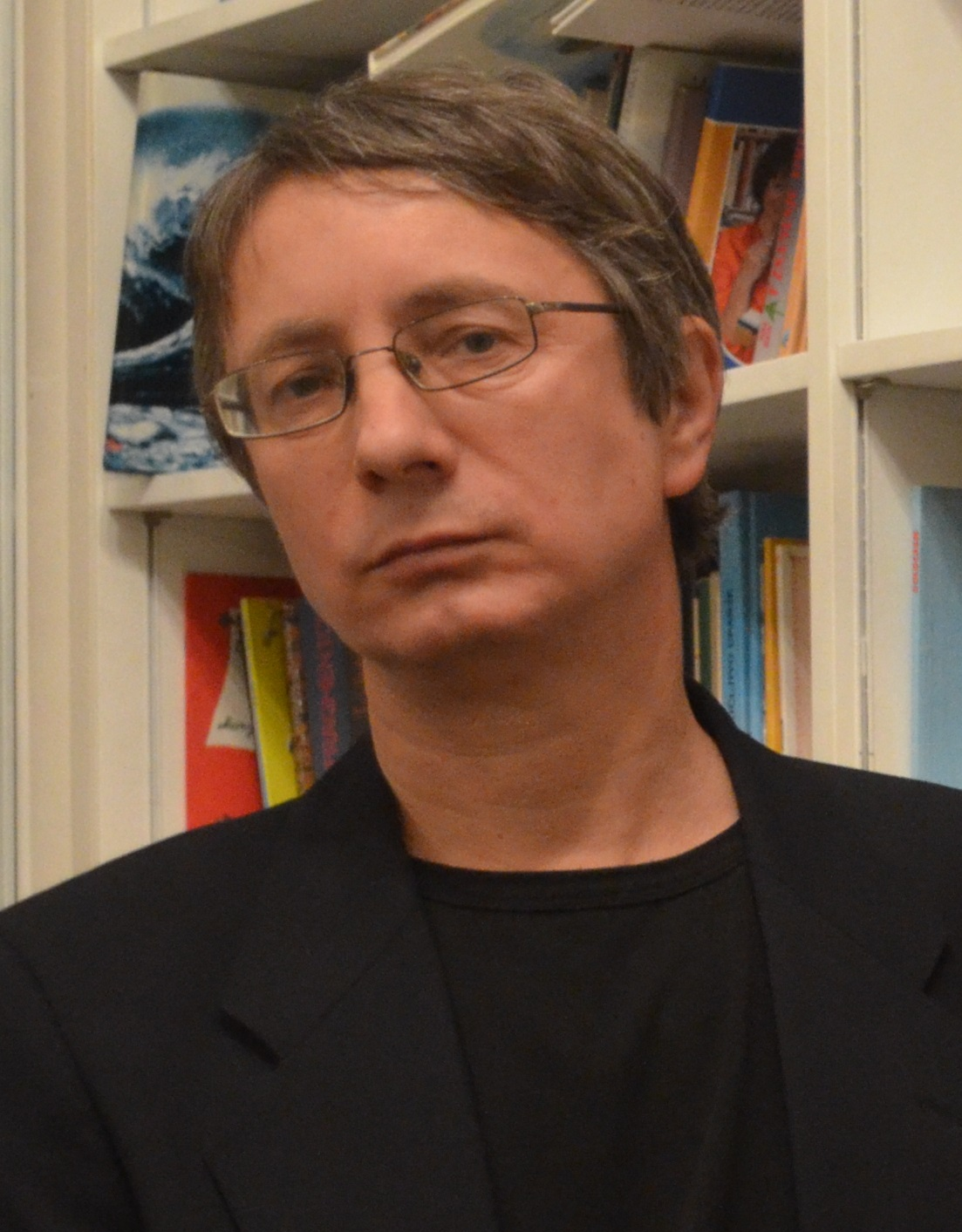
Ivan Dobnik

## Leben und Werk
Nach dem Abitur an einem Gymnasium in Celje studierte Dobnik Philosophie und Vergleichende Literaturwissenschaft an der Philosophischen Fakultät der Universität Ljubljana. Von 1988 bis 1995 arbeitete er in der Stadtbibliothek in Ljubljana-Bežigrad. Seit 1995 ist er freier Kulturschaffender und lebt in Šmatevž und Ljubljana.
Dobnik begann schon als Gymnasiast mit dem Verfassen von Lyrik. Seine Gedichte oszillieren zwischen den Themenkomplexen Natur und Eros und zeichnen sich durch ihre motivische, thematische und formale Konzisität aus. Er ist Autor mehrerer Lyrikbände, seine Gedichte sind in zahlreiche Sprachen übersetzt. Für seine Lyrik erhielt er 2009 den internationalen Lyrikpreis Palmes poétiques und belegte 2010 den ersten Platz beim Lyrikwettbewerb der serbischen Organisation Art grupa Akt. 2004 war er auf der Shortlist des Veronika-Preises. Er ist Mitglied des Slowenischen Schriftstellerverbands.
Von 1998 bis 2008 war er Redaktionsmitglied der Literaturzeitschrift Apokalipsa. Er ist Mitbegründer und verantwortlicher Redakteur der Lyrikzeitschrift Poetikon, die seit 2005 erscheint. Diese veröffentlicht sowohl etablierte als auch junge Dichter und versteht sich somit als inklusives Lyrikmedium. Seit 2006 erscheint Poetikon unter dem Dach des Vereins Hiša poezije (Haus der Poesie), dessen Mitbegründer Dobnik ist. Er ist ebenso Herausgeber der hauseigenen Buchreihe Poetikonove lire (Poetikons Leiern). Er war außerdem Jurymitglied verschiedener Lyrik- und Literaturpreise, wie z. B. des Jenko-Preises, des Veronika-Preises und des Stritar-Preises. Dobnik ist darüber hinaus auch als Literaturübersetzer aktiv und übersetzt hauptsächlich französische Autoren (z. B. Henri Michaux, Yves Bonnefoy, Philippe Jacottet und Albert Camus).

## Publikationen

### Gedichtbände
- Osvobajanje. Celje: Samozaložba, 1980.
- Kaligrafija lire. Ljubljana: Društvo Apokalipsa, 1999
- Zapreš svoje oči. Ljubljana: Družba Piano, 2003
- Rapsodija v mrzli zimi. Ljubljana: Družba Piano, 2005.
- Zapisi z drevesnih lističev. Ljubljana: Družba Piano, 2006.
- Svetilnik. Maribor: Založba Litera, 2008.
- Bela pesem. Ljubljana: Družba Piano, 2009.
- Pred začetkom. Ljubljana: Družba Piano, 2010.
- Druga obala. Ljubljana: Književno društvo hiša poezije, 2011.
- Bolska. Ljubljana: Književno društvo Hiša poezije, 2015.
- Magični pesniški izreki. Ljubljana: Književno društvo Hiša poezije, 2016.
- Tihe pesmi. Ljubljana: Književno društvo Hiša poezije, 2020.
- Čajne pesmi. Ljubljana: Književno društvo Hiša poezije, 2021.
- Rojstvo oaze. Ljubljana: Književno društvo Hiša poezije, 2022.

#### Deutsche Übersetzungen
- Mit Andrej Medved und Miklavž Komelj: Stimmen slowenischer Lyrik 1 / Glasovi slovenske poezije 1. Übersetzt von Amalija Maček. Dunaj: Slovenski znanstveni inštitut; Ljubljana: Književno društvo Hiša poezije, 2007.
- Weisses Gedicht. Übersetzt von Karin Almasy. Ljubljana, Rimbach: Književno društvo hiša poezije, Verlag im Wald, 2009.
- Wir schlafen der letzten Küste. Übersetzt von Karin Almasy. Rimbach: Verlag im Wald, 2009.
- Laubschriften. Übersetzt von Karin Almasy. Ljubljana: Književno društvo hiša poezije, 2011.
- Mit Zoran Pevec und Miriam Drev: Stimmen slowenischer Lyrik 4 / Glasovi slovenske poezije 4. Übersetzt von Ana Jasmina Oseban, Ivana Kampuš und Boštjan Dvořak. Ljubljana: Književno društvo Hiša poezije, 2019.
- Geburt einer Oase. Übersetzt von Natalija Milovanović und Felix Oliver Kohl. Ljubljana: Književno društvo Hiša poezije, 2023.